# Abzima
Una abzima (de antibody, anticuerpo en inglés y enzima) también llamada catmab (de catalytic monoclonal antibody, ‘anticuerpo catalítico monoclonal’), es un anticuerpo monoclonal con actividad catalítica. Las moléculas que se modifican para adquirir nuevas actividades catalíticas se llaman sinzimas. Las abzimas son normalmente constructos artificiales, pero también se encuentran en los organismos normales y en humanos, como en el caso de los autoanticuerpos antipéptido vasoactivo intestinal, y en el caso del lupus eritematoso en el que los autoanticuerpos se pueden unir al ADN e hidrolizarlo. Las abzimas son potenciales herramientas de biotecnología, por ejemplo, para efectuar determinadas manipulaciones en el ADN. 
Las enzimas funcionan disminuyendo la energía de activación del estado de transición y catalizando así la formación de un intermediario que de otro modo sería menos favorable entre reactivos y productos. Si se desarrolla un anticuerpo contra una molécula estable que es semejante a un intermediario inestable de otra reacción (que potencialmente no está relacionada), el anticuerpo desarrollado se unirá enzimáticamente a él y estabilizará el estado intermediario, catalizando de ese modo la reacción. De este modo se produce un tipo nuevo de enzimas. 